# 新関西国際空港
新関西国際空港株式会社（しんかんさいこくさいくうこう、英: NEW KANSAI INTERNATIONAL AIRPORT COMPANY,LTD.）は、大阪国際空港（伊丹空港）と関西国際空港（関空）の一体的運営のために、「関西国際空港及び大阪国際空港の一体的かつ効率的な設置及び管理に関する法律」に基づき2012年（平成24年）4月に設立された株式会社（特殊会社）。「新関空会社」と表現される場合もある。2012年（平成24年）7月に大阪国際空港と関西国際空港の一体運営を開始した。

## 概説
関西国際空港及び大阪国際空港が別々に運営されている非効率な状況を改善するために、両空港の経営を統合して設置及び管理を一体的かつ効率的に行うために、特別法により設立された。国が所有する関西国際空港株式会社（現：関西国際空港土地保有株式会社）の株式及び大阪国際空港の資産を現物出資することで、新関西国際空港株式会社が設立された。新関西国際空港株式会社の株式は、政府がすべて保有しなければならないことが法律上規定されている。2012年（平成24年）7月に従前の関西国際空港株式会社は会社分割を行い、空港用地の保有及び管理以外の業務を新関西国際空港株式会社に承継し、同社の子会社である関西国際空港土地保有株式会社となった。
両空港の不動産のすべてを保有するわけではなく、大阪国際空港の用地と両空港のターミナルビルは所有するが、関西国際空港の空港用地は、国土交通大臣が指定する関西国際空港土地保有株式会社（「関西国際空港及び大阪国際空港の一体的かつ効率的な設置及び管理に関する法律」第12条に定める指定会社）が所有し、同社から新関西国際空港株式会社が貸付けを受けている。
なお、大阪国際空港のターミナルビルの保有及び運営をしていた大阪国際空港ターミナル株式会社は、統合スキームにおいては統合対象となってはいなかったが、一体的運営の見地から、新関西国際空港会社が全株式を取得する方向で協議が行われた。その結果、2013年12月27日までに既存の株主からすべての発行済株式を買い取り、完全子会社とし、2016年4月1日に吸収合併している。
2016年4月1日より関西国際空港と大阪国際空港の運営が関西エアポートに移管されたが、運営権者が適切に空港運営を行っているかをモニタリングを行うほか、5年間は実際の飛行場運用業務等の特定業務の委託を行う予定である。

## 主な事業内容（運営権移管前）
- 関西国際空港及び大阪国際空港の空港の設置・管理
- 関西国際空港及び大阪国際空港の航空保安施設の設置・管理
- 関西国際空港及び大阪国際空港の空港ビル等の建設・管理
- KIX-ITMカードの発行・管理
- 大阪国際空港周辺の環境対策
  - 独立行政法人空港周辺整備機構大阪国際空港事業本部の業務を継承
- 関西国際空港連絡橋等の建設・管理
  - 西日本旅客鉄道（JR西日本）と南海電気鉄道が乗り入れる関西空港駅 - りんくうタウン駅間（空港高速鉄道線[7]）の第三種鉄道事業者となっている。ただし連絡橋の道路部分は、2009年（平成21年）4月29日に政府が国道481号として買い取り、西日本高速道路が管理している。

今後の構想
- 現在運営している2空港以外の運営にも意欲を示しており、仙台空港、神戸空港や東南アジアの空港を候補に挙げている[8]。

## 沿革
- 2011年5月17日 - 「関西国際空港及び大阪国際空港の一体的かつ効率的な設置及び管理に関する法律」が成立（同月25日公布）。
- 2011年12月5日 - 国土交通省にて、新関西国際空港株式会社第1回設立委員会が開催。
- 2012年3月23日 - 新関西国際空港株式会社創立総会が開催され、設立および役員が正式決定[9]。
- 2012年4月1日 - 新関西国際空港株式会社が設立（法律の会社設立部分の施行）。
- 2012年7月1日 - 新関西国際空港株式会社が関西国際空港と大阪国際空港の運営を開始し、両空港の運営を一体化（法律の空港運営部分の施行）。本社を関西国際空港内に移転。
- 2013年12月27日 - 大阪国際空港ターミナル株式会社を完全子会社化。
- 2016年4月1日 - 大阪国際空港ターミナル株式会社を吸収合併。同時に関西国際空港、大阪国際空港の運営を関西エアポート株式会社に移管。

## 関連企業
関西国際空港土地保有以外の関連会社の株式は全て関西エアポートに譲渡された。
- 関西国際空港土地保有株式会社
関西国際空港の土地を保有及び管理し、新関西国際空港株式会社に貸し付ける。2012年（平成24年）7月に、関西国際空港の2期事業用地造成を事業目的としていた関西国際空港用地造成株式会社（KALD）を合併した。